# Питсбърг
Вижте пояснителната страница за други значения на Питсбърг.
Питсбърг (на английски: Pittsburgh) е вторият по големина град в щата Пенсилвания, САЩ, и седалище на окръг Алегени, щат Пенсилвания. Населението на града през 2000 г. е 334 563, а през 2006 г. намалява до 312 819 жители. В околностите на Питсбърг живеят около 2 358 695 души.

## География
Питсбърг се намира в Югозападна Пенсилвания, недалеч от щатите Охайо и Западна Вирджиния.

## История
Питсбърг е едно от старите селища в САЩ, което получава статут на град на 18 март 1816 г. Ранната история на града е свързана с британско-френско-индианския конфликт, който е част от старата история на САЩ, оформящата новата нация. На носа на земята, където се събират трите реки – Алегени, Мононгахела и Охайо, в сегашния Щатски парк „Пойнт“, са изградени първоначално френски, а по-късно и британски форт, сгради и останки, от които съществуват и до днес.
Прякорът на Питсбърг е „Стоманеният град“ (The Steel City), тъй като открай време е определян като център на стоманодобивната индустрия в САЩ. Голяма част от тежката индустрия се срива в Питсбърг и региона в края на 70-те, началото на 80-те години на ХХ век. Причина за това е силното съперничество най-вече от страна на Япония, както и заради силните синдикати в Пенсилвания. Питсбърг гради нов образ, като развива високи технологии и други модерни индустрии. Екологично, условията на живот се подобряват след намаляване на влиянието на тежката промишленост.
В Питсбърг е създадена една от най-ранните български организации в САЩ, а според тяхната страница в Интернет и най-старата, съществуваща до днес. Организацията е Българо-македонският национален образователен и културен център, създаден през 30-те години на ХХ век от Ламбе Марков. Дългогодишен председател на организацията е Пенка (Патриша) Френч. В сградата на организацията е участвал в борби легендарният Дан Колов. От ръководството на организацията с българско потекло повечето хора са български американци, които говорят слабо български, или въобще не го говорят. Участват също и българи, след промените през 1989 г. Въпреки това тези хора говорят с трепет за България и някои от тях са се връщали у дома, участват във фолклорни състави, които са посещавали България. В сградата на организацията има изложба на различни предмети и произведения на изкуството, свързани с България, като монети, марки, книги, носии. По времето, когато е създаден този център, Питсбърг е един от най-бързо развиващите се американски градове, благодарение на тежката индустрия и е отправна точка на много български емигранти, които намират работа в мините и на други места. Считало се е, че Питсбърг ще стане най-големият американски град по това време. След промените през 1989 г. в Питсбърг започват да пристигат български студенти, привлечени от университетите в града.
Питсбърг също е дом и на най-продължително съществуващия многоетнически певчески и танцувален състав в САЩ – Тамбурите, основан през 1937 г. в Дюкейнския университет. В състава влизат студенти на университета, има и немалко българи. В същия университет между 2000 и 2002 г. развива дейност и „Българското общество“, формална студентска организация.

## Квартали
Някои квартали в Питсбърг:
- Шейдисайд
- Оукланд
- Маунт Уошингтън
- Северен Оукланд, Полиш хил (Полски хълм)
- Източен Либърти
- Хил дистрикт
- Гарфилд
- Блумфилд (Италианския квартал)
- Стрип дистрикт

## Икономика
United States Steel е базирана в Питсбърг.

## Религия
На глава от населението по брой църкви Питсбърг е в челните места сред американските градове.

## Спорт
В НХЛ са представени Питсбърг Пенгуинс.

## Образование
Питсбърг е студентски град. Има около 15 университета, в които учат 100 000 студенти. Най-голям е Питсбъргският университет (University of Pittsburgh) с около 30 000 – 35 000 студенти, следван от Дюкейнският университет с около 10 000 студенти и Карнеги Мелън (Carnegie Mellon University) с около 8000 студенти. Други учебни заведения са Университета Пойнт Парк, Университетът Чатам и Институтът по изкуствата (Art Institute).
На 15 септември 2005 г. в Питсбърг се създава и българско училище, наречено Първо Българско виртуално килийно училище – „По жицата“.
- Укрепение във Форт Пит, най-старата сграда в Питсбърг, датираща от времето на френско-индианската война (1758)
- Гледка по река Мононгахела в Питсбърг (1857)
- Квартал „Шейдисайд“ в Питсбърг, популярен студентски квартал
- Квартал от северен Питсбърг
- Централно управление на BNY Mellon Center и U.S. Steel
- Гледка от корпуса на Университета Карнеги Мелън
- Питсбърг през нощта

## Известни личности
Родени в Питсбърг
- Джордж Бенсън (р. 1943), музикант
- Ахмад Джамал (р. 1930), музикант
- Адолф Менжу (1890 – 1963), актьор
- Били Портър (р. 1969), актьор
- Гъртруд Стайн (1874 – 1946), писателка
- Анди Уорхол (1928 – 1987), художник

Други личности, свързани с Питсбърг
- Андрю Карнеги (1835 – 1919), бизнесмен и филантроп, допринесъл много за града
- Младен Киселов (1943 – 2012), български режисьор, преподавал в града от 1991
- Кийт Харинг (1958 – 1990), художник, учи в града през 1976 – 1978

## Други градове, наречени Питсбърг
- Питсбърг (Калифорния) – град в щата Калифорния